# Fernán Pérez de Andrade
Fernán Pérez de Andrade, el Bueno (o Bóo) (c. 1326 o 1330 - 1397), fue un caballero gallego nacido en fecha desconocida aunque parece que nació antes de 1330 y muerto entre 28 de julio y el 21 de agosto de 1397.
Caballero presto a la batalla y aficionado a la caza, la poesía y los libros de caballería según los parámetros de la época, actuó como mecenas y protector de la iglesia aunque bien se sabe que usurpó sus bienes y abusó de su poder en el territorio que dominaba cuando le fue conveniente. Tras unos años de dudas y ambigüedades se posicionó al lado de Enrique de Trastámara en su enfrentamiento con su hermanastro Pedro I de Castilla en los últimos años de lucha hasta su asesinato en Montiel.
Tras la muerte del rey y ascenso de Enrique II de Castilla al trono, Fernán Pérez de Andrade jugó un papel importante al lado del monarca y alcanzó la posición de un gran señor en Galicia.

## Los Andrade

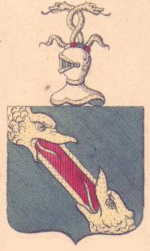
Blasón de los Andrade.

“Andrade” —según Isidro Millán— era un antiguo topónimo de origen celta, pero se desconoce si se trataba de una villa, de un territorio con ese nombre o incluso si podía haber sido una feligresía. Este topónimo fue incorporándose, como nombre, a una de las familias del lugar y a partir del siglo XII se encuentra ya en varios documentos, sin embargo es posible que dicho topónimo fuera tomado por más de una familia que por allí habitara, por tanto, es probable que personas con ese apellido no tuvieran lazos familiares.
Los primeros Andrade documentados aparecen como vasallos de la familia Traba. Los Andrade, junto a otras familias de hidalgos, mantuvieron una discreta posición en el panorama social hasta que llegó al poder la Casa de Trastámara (en el siglo XIV). Entonces la posición de los Andrade en la zona de Puentedeume, Ferrol y Villalba mejoró, hasta convertirse en una de las familias gallegas más influyentes de la época.
La mayor parte de genealogías de autores del siglo XIX y XX que han llegado hasta nuestros días, los han hecho descender de grandes familias de antaño como los propios Froilaz-Traba pero estas genealogías contienen puntos de unión muy débiles, también contradicciones y son difícilmente explicables, en ningún caso han sido demostradas hasta ahora. Por no hablar de las historias legendarias, que los unen a uno de los caballeros que llegaron a la península allá por el siglo VIII, acompañando a Mendo de Rausona, supuesto hermano del último rey Longobardo de Italia Desiderio.
Con la figura de Fernán Pérez de Andrade o Bóo —el cuarto con ese nombre— la familia alcanzó una gran relevancia en tiempos de Enrique II de Castilla y sus descendientes continuaron con la bonanza familiar siendo ya Fernando de Andrade (1477-1540) el primero que ostentó el título de conde de Andrade, título actualmente en posesión de la casa de Alba, y segundo de Villalba.
Cuarto hijo de Ruy Freire de Andrade (c. 1290 - 1370), VI señor de Andrade, que hizo un testamento en 1362, que menciona a sus hijos, y pudo haber apoyado las pretensiones castellanas de Fernando I de Portugal, ya que parece ser el Rui de Andrade a quien este rey donó las rentas del puente de Almeara, sepultado en Monfero, y de su esposa Inés Rodríguez o González de Sotomayor, perteneciente a una estirpe de caballeros ligados a la Orden de la Banda desde su creación en 1332 por Alfonso XI, Fernán Pérez de Andrade fue casado con Sancha Rodríguez Pardo, que con su esposo donó las tierras de San Tirso de Ambroa al monasterio de Monfero en 1370, fallecida después de 1373, hija de Aras Pardo y de su esposa Tareyga Affonso o Tereza Afonso, y con quien se sabe que tuvo dos hijas, María e Inés Fernández de Andrade, monjas en el monasterio de Santa Clara de Santiago, y un hijo del que se desconoce el nombre, aunque en algunas fuentes se dice que se llamaba Nuño (este dato está sin confirmar), que murió a edad temprana dejándole sin heredero varón, por lo que el heredero del señorío familiar, en nada desdeñable, fue su sobrino Pedro Fernández de Andrade, hijo de su hermano primogénito Juan Freire de Andrade (c. 1320 -), VII señor de Andrade, y de su esposa María Alfonso. Fueron sus otros hermanos Nuno Rodrigues Freire de Andrade y Lope Núñez Freire de Andrade, y sus hermanas Marina Peláez Freire de Andrade y Sancha Núñez Freire de Andrade.
Fue nieto paterno de Juan Freire de Andrade (c. 1260 -), V señor de Andrade, biznieto de Nuño Pérez de Andrade (c. 1225 -), IV señor de Andrade, y de su esposa María de Ulloa, trisnieto de Pedro Núñez de Andrade (c. 1195 -), III señor de Andrade, tataranieto de Nuño Freire de Andrade (c. 1160 -), caballero hidalgo, II señor de Andrade, hermano de Pedro Bermúdez de Andrade y Martín Bermúdez de Andrade, que hizeron donaciones en la primera mitad del siglo XIII al monasterio de San Juan de Caaveiro, y quinto nieto de Bermudo Freire de Andrade (Galicia, c. 1120 -), caballero hidalgo, I señor de Andrade, y de su esposa Urraca Alfonso. Bermudo Freire de Andrade es mencionado como siendo hijo natural de Bermudo Pérez de Traba y Godinha do Mato, junto a su hermano mayor García Bermúdez de Traba.

## Fernán Pérez de Andrade, ambiente caballeresco y lealtad a Pedro I

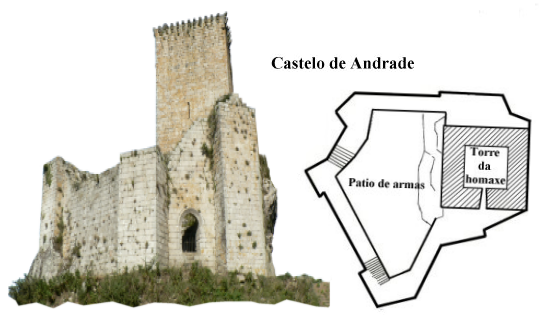
Castillo de Andrade. Puentedeume.

Fernán Pérez de Andrade (IV) procedía de una familia de hidalgos y caballeros, vasallos de su señor, prestando sus armas a su servicio.
Este ambiente familiar influyó sin duda en el carácter guerrero de Fernán Pérez de Andrade, presto siempre a entrar en batalla pero también en su carácter prudente y observador en unos tiempos difíciles y poco o nada románticos. El hecho de que dos hermanos de su abuelo Juan Freyre de Andrade, Fernán Pérez (el III) y Pedro de Andrade, fueran ajusticiados en el castillo de la Rocha en 1320, hace ver que no eran tiempos en que la prudencia debiera ser ignorada sino que debía ésta estar rápida a ayudar a la suerte a situarse en el bando ganador.
Así pues, eran los Andrade señores de un pequeño dominio y como la gran mayoría del momento aspiraban a ampliar sus territorios y a engrandecer su linaje, al lado en este caso, de su señor natural Pedro Fernández de Castro. Alfonso XI, quien era un entusiasta de la caballería y la potenció como estado social de gran altura y necesidad, creó la Orden de la Banda —primera orden laica de Occidente— y reinstauró la investidura de caballero ordenándose él mismo y armando caballeros a otros vasallos de su reino, otorgándoles a su vez, permiso para hacer lo mismo con algunos de los suyos. Así pues, Pedro Fernández de Castro armó caballeros de la Orden de la Banda a 13 de sus vasallos el 10 de septiembre de 1332, entre ellos Nuño y Rui Freire de Andrade, tío y padre respectivamente de Fernán Pérez de Andrade (el IV). (Libro de Ordenamiento de Banda - Crónica de Alfonso XI).
Fernán Pérez de Andrade, quien figura como escudero en varios documentos de la época, obtuvo en 1356 las primeras donaciones de mano del conde de Trastámara, en aquel tiempo ya, Enrique. Contrajo matrimonio con Sancha Rodríguez, la única hija legítima de Aras Pardo, caballero también de la Orden de la Banda, cosa que le dio a su vez una muy buena posición. Comenzó aquí su andadura ascendente pero sin duda se debió complicar su situación al tener que posicionarse en la lucha entre Pedro I y su hermanastro Enrique, aspirante al trono.
En los primeros momentos de la guerra fratricida y debido a difíciles y diversas circunstancias muchos caballeros apoyaron a los sublevados y Fernán Pérez parece ser uno de ellos, siguiendo a su señor natural, Fernando Ruíz de Castro, quien se posicionó contra el rey Pedro en los primeros momentos de lucha.
Tiempo después Fernando Ruíz de Castro vuelve su lealtad al rey Pedro para no abandonarle jamás. Sin embargo, no está tan claro lo que sucedió con Fernán Pérez de Andrade. Teniendo en cuenta que Enrique estuvo en el exilio entre 1356 y 1366 no parece probable dado lo arriesgado del asunto, que se posicionara a su lado además se sabe que Fernán Pérez luchó al lado del rey Pedro en la campaña contra Aragón en 1357, luego parece que su lugar junto a Pedro durante esos años es clara, a pesar de que hay autores que citan su apoyo a Enrique en determinados sucesos como en su huida hacia Asturias desde Ferrol en 1356.
En estos años y hasta 1362 Fernán Pérez consiguió un importante patrimonio con muy buenos beneficios. Debidos a las herencias de su familia, a las donaciones recibidas del conde de Trastámara don Enrique y a su matrimonio con Sancha. Además consiguió del rey Pedro un importante privilegio, el privilegio de Murviedro, por el cual recibe las villas de Puentedeume y Villalba, el 1 de mayo de 1364 con lo que aumentó su señorío de manera considerable y fortaleció así su poder feudal.

## Cambio de lealtades y sucesos de Montiel
Tras estos años Fernán Pérez se pasó definitivamente al lado de Enrique. Debió de luchar junto a Enrique ya en la Batalla de Nájera en 1367 sin que se tengan datos de cuál fue su actuación en la misma ni lo que le sucedió inmediatamente después.
Dos años más tarde, en la noche del 22 o 23 de marzo de 1369 muere el rey Pedro en Montiel, en un acto traicionero a manos de su hermanastro Enrique. En estos hechos se ven implicados varios caballeros y todo apunta a que Fernán Pérez de Andrade fue uno de ellos sin que pueda demostrarse a ciencia cierta.
A las tropas de Enrique acompañaban las de Bertrand du Guesclin, en español Beltrán Duguesclín, caballero francés que lideraba las Compañías Blancas venidas de Francia —cosa que le venía muy bien al rey francés porque así se quitaba de encima unas huestes violentas y acostumbradas a la guerra con las que no sabía que hacer en caso de la nueva paz y que solo podía traerle problemas—. Al hallarse sitiado el rey Pedro intentó negociar su huida con Bertrand du Guesclin y acompañado de dos de sus hombres fue hasta la tienda del francés donde se encontraba Enrique. No se sabe a ciencia cierta si Bertrand du Guesclin conocía las traición de la que el rey estaba siendo víctima o fue algún otro caballero quien al tanto de la huida que se le iba a proporcionar, avisó a Enrique. Le ha sido adjudicada por algunos autores la ayuda que un caballero proporcionó a Enrique al sujetar a Pedro para que éste le matara, sin embargo no parece lógico que Bertrand du Guesclin tuviera algo más que ver en este asesinato que el de ser su tienda donde sucediera todo, pues era gran caballero conocido por su valentía y honor y no parece que acto tan reprochable pudiera venir de caballero tan honorable.
Hay afirmaciones que dicen que la actuación y la famosa frase de «Ni quito ni pongo rey, pero ayudo a mi señor»” ante la mirada de Pedro es más propia de Fernán Pérez que de Bertrand du Guesclin —de quien su señor, por otro lado no era Enrique si no el rey de Francia—. Por todo ello además, se afirma que todas las donaciones y beneficios que recibió posteriormente a la muerte del rey fue en recompensa a su ayuda tan oportuna en este momento.
Si bien estas afirmaciones no son concluyentes, los documentos que se encuentran y que demuestran una constante culpa de Fernán Pérez junto a Enrique hacen pensar que sí tuvo algo que ver en los acontecimientos antes descritos.

## Ascenso social y nuevas luchas

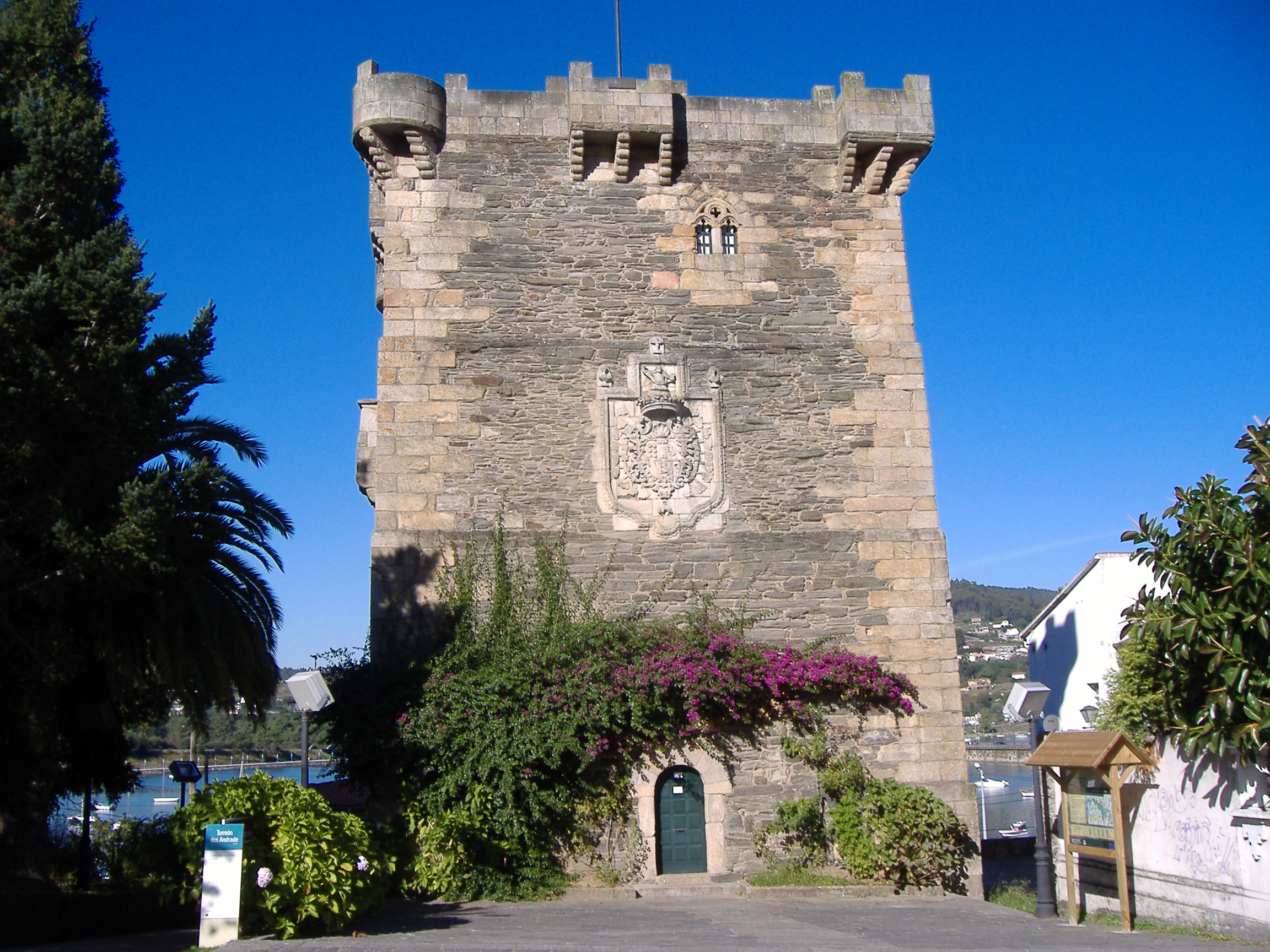
Torreón de Andrade en Pontedeume.

A partir de entonces Fernán Pérez actúa ya como gran señor y es probable que ya fuese caballero, y no escudero, habiendo sido armado quizá entre 1369 y 1371. Comenzó la construcción del castillo de Nogueirosa enfrentándose con el prior del monasterio de Sobrado a quien pertenecían las tierras del castillo. Actuó Fernán Pérez sin escrúpulos e inspirando temor como dicen las crónicas, dejando ver su carácter violento y sin miramientos, y abandonó definitivamente por aquellos años el antiguo castillo familiar para ocupar el nuevo castillo de Nogueirosa y dominar desde allí su territorio.
No parece que las guerras terminaran en Galicia, tras la subida al trono de Enrique muchos caballeros petristas ofrecieron el trono a Fernando I de Portugal y le recibieron en Galicia como verdadero rey. Es el viejo petrista Fernando Ruíz de Castro quien incitó todo esto puesto que continuó su labor aún después de muerto el rey.
Enrique al enterarse volvió a Galicia acompañado de Bertrand du Guesclin y otros caballeros, Fernán Pérez de Andrade entre ellos, obligando a Fernando a volver a Portugal. El hermano de Fernán Pérez, Nuno Rodrigues Freire de Andrade, quien fue maestre de la Orden de Cristo apoyó la causa portuguesa por lo que se marchó de Galicia.
Finalmente la guerra terminó entre 1371 y 1373 con diferentes tratados en los cuales se exhortó a exiliarse a Fernando Ruíz de Castro en Bayona. En este tiempo Fernán Pérez recibió varias donaciones más y adquirió la condición señor de las villas de Ferrol, Puentedeume y Villalba con atribuciones hasta entonces propias del rey.
Fernán Pérez fue la mano derecha del rey Enrique en Galicia, hasta tal punto que fue el encargado de realizar las preparaciones de la boda del hijo de este, Fadrique con Beatriz de Portugal.
En 1371 fue nombrado gobernador, alcalde-mayor y juez de La Coruña y nel 19 de diciembre señor de Ferrol. En 1373 fue embajador a Portugal. En 1377 hizo el castillo de Andrade, de que fue señor. En 1384 participó en la contienda dinástica entre Juan I de Castilla y Juan I de Portugal.
En 1386 se enfrentó al duque de Lancaster en una nueva guerra dinástica de Castilla y defiende La Coruña aunque una vez más no está clara su actuación y si realmente defendió la ciudad o la entregó al inglés. Tras el matrimonio de Catalina, hija del duque de Lancaster y nieta de Pedro I de Castilla, con el futuro Enrique III de Castilla terminó la guerra y Fernán Pérez tomó de nuevo el poder de la ciudad.
Su ascenso culminó alrededor de 1391 año en el que ya estaba casado, tras enviudar de su primera esposa después de 1373, con su segunda esposa Constanza de Moscoso, de una importante familia de caballeros de Galicia lo que volvió a demostrar su buena posición.
Fernán Pérez de Andrade ostentó cargos públicos de nombramiento real hasta el final de sus días y dejó un legado bastante mayor que el que recibió situando a su familia en una de los lugares más destacables del panorama gallego. Al no tener hijos, dejó sucesor a su sobrino Pedro, por testamento de 23 de febrero de 1397. Falleció antes de 21 de agosto de 1397 y fue sepultado en Betanzos.

## Algunas obras

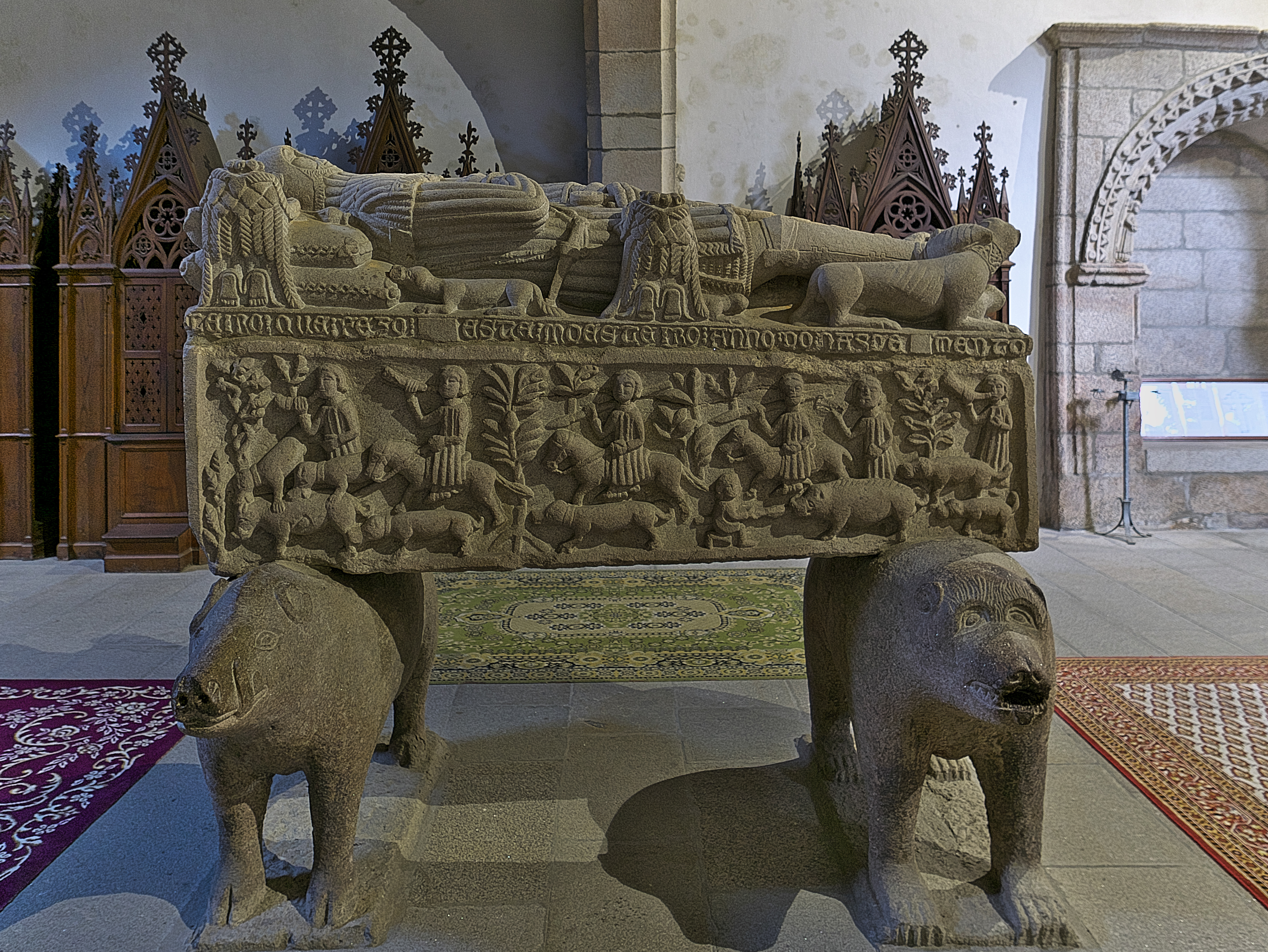
Sepulcro de Fernán Pérez de Andrade, iglesia de San Francisco, Betanzos.

Fue Fernán Pérez de Andrade un hombre aficionado a la cultura según los patrones de caballero de la época, se preocupó mucho de que su nombre se hiciera importante tanto entre los hombres de su tiempo reflejando su poder feudal, para lo cual sembró sus territorios de castillos, como de que su linaje y su memoria trascendieran por lo que realizó numerosas obras civiles y religiosas también que aún hoy se conservan.
Entre ellas siete puentes entre los que se conservan el que cruza el río Tambre, de tres metros de ancho y un arco único ojival, el puente sobre el rio Eume (Puente del Eume), con 913 metros, del que se sabe que tenía 79 arcos aunque actualmente solo tiene 15, y del que solo se conserva el material y el asentamiento; era tan grande el puente que en medio había un hospital de peregrinos con 12 camas y una capilla dedicada al Espíritu Santo…, el castillo de Nogueirosa conservado en parte, la Torre del Homenaje del antiguo castillo de Andrade con 12 m de ancho y 18 m de alto. Promotor también de numerosas iglesias entre ellas la iglesia de San Francisco, cuyo monasterio refundó en 1387 y donde jace (Al fondo de la iglesia está el monumental sarcófago de Fernán Pérez de Andrade o Bo, apoyado sobre los dos animales simbólicos de los Andrade, el jabalí y el oso, tallados con cierta inspiración celta. En los laterales se ven escenas de cacería. La estatua yacente intenta representar fielmente al caballero, al que acompañan o hacen escolta un ángel, junto a la cabeza; un clérigo orando a la altura de la cintura y tres perros a los pies. Una inscripción en gallego rodea la caja por el bordillo: Aqui jaz Fernán Pérez de Dandrade Cavaleiro que feo este mosteiro ano do nascemento de noso sennor Ihesucristo de mil e trescentos e oitenta e sete anos.), y la de Santa María de Azougue, en Betanzos, promotor de las fundaciones de San Pantaleón de Cabanas, Santa María de Cabanas y San Paulo de Riobarba. En 1392 refundó el convento y monasterio de Santa Catalina de Montefaro, de la Regular Orden Tercera de San Francisco, al cual donó derechos y territorios en Pontedeume, Miño, Mugardos, Narón, Neda y Ferrol.

## Conclusiones
Fernán Pérez de Andrade fue un caballero que vivió según los cánones de su época, siguió el modelo caballeresco ajustándolo a su propio interés y si bien su memoria se liga al nombre de «o Bóo» (el Bueno), no puede olvidarse la actuación abusiva y sin escrúpulos con los que actuó, teniendo la habilidad de beneficiarse de los acontecimientos y de situarse siempre en el lado ganador.
Pasó a la posteridad como gran mecenas y caballero leal de Enrique siendo el primer gran caballero de la familia que sería considerado gran señor y dando lugar a una estirpe que recibiría más adelante el condado de Andrade.

## Las figuras del jabalí y el oso en el sepulcro
Se dice de este curioso personaje que mando edificar «Siete iglesias y siete monasterios y siete puentes en siete ríos caudalosos e siete hospitales». Todos ellos, en Betanzos, su ciudad natal. Aunque no fueron tantas las construcciones ni la obsesión por el número siete llegó a tales extremos, fue Fernán Pérez de Andrade el principal benefactor de la ciudad, y no en balde pasó a la historia con el sobrenombre de «El Bueno». De su bolsillo se costearon algunas de las iglesias góticas más importantes de finales del siglo XIV, en una de las cuales, la de San Francisco, yacen sus restos. Aunque su sepulcro no aparece ornamentado con inscripciones referidas al número 7, sí lo hace respecto a una de las figuras más emblemáticas de su linaje: el jabalí -que aparece representada por doquier en la citada iglesia-, asentando la cabecera de su sarcófago, mientras el otro extremo del mismo es apuntalado por la de un oso.